# Fredericia
Fredericia ([fʀɛðəˈʀedsja] ⓘ oder [fʁeðəˈʁed̥ʃɛ]) ist eine Stadt in der Region Syddanmark in Dänemark. Sie befindet sich auf der jütischen Seite des Kleinen Belts gegenüber von Middelfart. Fredericia ist Zentrum der gleichnamigen Fredericia Kommune und liegt im Städtedreieck Trekantområdet. Ihren Namen erhielt die Stadt nach Friedrich III. (dänisch Frederik III.), der sie 1650 gründen ließ.
Die Planstadt wurde als Festung auf einem barocken Straßengrundriss errichtet. Die Bastionen und Wälle sind bis heute erhalten. Am 6. Juli 1849 fand vor den Toren der Stadt eine entscheidende Schlacht der Schleswig-Holsteinischen Erhebung statt. Sie endete mit einem dänischen Sieg; dies wird alljährlich am 5. und 6. Juli (Juli-dagene) feierlich begangen – mit Konzerten, Spielmannszügen und Paraden in historischen Kostümen.
Außerdem findet in Fredericia seit 2002 alljährlich das Fredericia Hardcore Festival statt.

## Wirtschaft
Wirtschaftliche Bedeutung besitzen vorwiegend die Textil- und Lebensmittelindustrie (Carlsberg-Brauerei), nachdem 2004 die Düngemittelproduktion aus der Stadt verlagert worden ist. Energinet.dk, der nationale Betreiber der Übertragungsnetze für Erdgas und elektrische Energie, hat seinen Sitz in der Fredericia-Kommune.
Das in Fredericia ansässige IT-Unternehmen Bankdata, das sich mit der Entwicklung und Wartung von Softwarelösungen für große Teile des Finanzsektors in Dänemark befasst, beschäftigt landesweit rund 1.000 Mitarbeiter. Danish Pilot Service, der erste private Lotsendienst, hat seinen Sitz im Hafen von Fredericia, wo auch viele andere kleine und mittlere Unternehmen ansässig sind. Die Stadt wird zunehmend von Kreuzfahrtschiffen angelaufen.
Das 2002 gegründete Unternehmen Monjasa war 2020 mit 4,9 Millionen Tonnen der weltweit sechstgrößte Lieferant von Schiffstreibstoff.

## Verkehr
Fredericia ist ein wichtiger Eisenbahnknotenpunkt, der Kopenhagen und die Inseln mit Aarhus, Esbjerg und Südjütland verbindet. Die Bahnstrecke Fredericia–Flensburg schließt den Bahnhof Fredericia an das deutsche Schienennetz an.
Der Hafen von Fredericia ist der größte Güterhafen in Dänemark. Er befindet sich zusammen mit dem Hafen von Nyborg und Middelfart im Besitz der Aktiengesellschaft Associated Danish Ports (ADP), die zwei Kommunen gemeinsam gebildet haben. Der Alte Hafen wurde für Kreuzfahrtschiffe ausgebaut.
Der Yachthafen liegt in Erritsø unmittelbar südlich des Stadthafens.
Der ÖPNV in Fredericia ist seit Juli 2025 kostenlos nutzbar (auch für Nicht-Einwohner).

## Sport
In Fredericia sind mehrere Sportvereine ansässig. Zu den bekanntesten gehören der FC Fredericia, dem 2025 erstmals der Aufstieg in die höchste dänische Fußballliga gelang, sowie der Handballverein Fredericia HK.

## Partnerstädte und Straßenbenennung
Partnerstadt in Deutschland ist seit 1987 die Stadt Herford in Nordrhein-Westfalen, wo 1989 ein Fuß- und Radweg entlang der Aa den Namen Fredericia-Ufer erhielt. Andere Partnerstädte sind Kristiansund in Norwegen, Härnösand in Schweden und Kokkola in Finnland. Seit dem Jahre 1993 zählt auch die Stadt Šiauliai in Litauen dazu.
In Charlottenburg (seit 1920 Berlin-Charlottenburg) wurde am 8. Dezember 1906 eine Straße nach der Stadt benannt. Mit der Fredericiastraße wollte Preußen an die Niederschlagung der Schleswig-Holsteinischen Erhebung bei Fredericia im Jahr 1848 sowie an die Belagerung der Stadt im Jahr 1849 erinnern.

## Söhne und Töchter der Stadt
- Hans Friderich Oppenhagen (1764–1833), Organist und Orgelbauer
- Jacob Fibiger (1793–1861), Generalmajor und Kriegsminister
- Johan Martin Christian Lange (1818–1898), Botaniker
- Wilhelm Meyer (1824–1895), Mediziner
- Henrik Pontoppidan (1857–1943), Schriftsteller, 1917 Nobelpreis für Literatur
- Einar Hermann (1878–1953), Turner
- Vilhelm Buhl (1881–1954), 1942 und 1945 zweimal Ministerpräsident
- Christian Hansen (1891–1961), Turner
- Erik Holtved (1899–1981), Eskimologe, Ethnologe, Archäologe, Linguist und Maler
- Tage Skou-Hansen (1925–2015), Journalist und Schriftsteller
- Cecil Bødker (1927–2020), Schriftstellerin
- Erik Moseholm (1930–2012), Jazzmusiker und Gründungsrektor des Rytmisk Musikkonservatoriums
- Vigga Bro (* 1937), dänische Schauspielerin und Regisseurin
- Kristian Blak (* 1947), färöischer Pianist und Komponist
- Finn Odderskov (* 1947), Jazzmusiker
- Jesper Bank (* 1957), Segler
- Jan Mathiasen (* 1957), Segler
- Bodil Steen Rasmussen (* 1957), Ruderin
- Thomas Sørensen (* 1976), Fußballtorhüter
- Rasmus Stoklund (* 1984), Politiker
- Andreas Schilling (* 1991), Duathlet, Triathlet, Olympiateilnehmer
- Camilla Madsen (* 1993), Handballspielerin
- Agon Mucolli (* 1998), Fußballspieler
- Arbnor Mucolli (* 1999), Fußballspieler
- Cecilie Fløe (* 2001), Fußballspielerin